# Thomas Sheraton
Pour les articles homonymes, voir Sheraton (homonymie).
Thomas Sheraton, né en 1751 et mort le 22 octobre 1806, est un designer de meubles, l'un des « trois grands » fabricants de meubles anglais du XVIIIe siècle, avec Thomas Chippendale et George Hepplewhite. Sheraton a donné son nom à un style de mobilier caractérisé par un raffinement féminin des styles géorgiens tardifs et est devenu la plus puissante source d'inspiration derrière le mobilier de la fin du XVIIIe siècle.

## Biographie
Sheraton est né à Stockton-on-Tees, dans le comté de Durham, en Angleterre - lieu où se trouve aujourd'hui un pub qui porte son nom. Il est l'un des dirigeants et prédicateurs de l'église baptiste de Stockton et prêche également ailleurs lors de ses voyages. Il est apprenti chez un fabricant de cabinet local et continue de travailler comme ébéniste compagnon jusqu'à ce qu'il déménage à Londres en 1790, à l'âge de 39 ans. Il s'y installe comme consultant professionnel et professeur, enseignant la perspective, l'architecture et l'ébénisterie aux artisans. On ne sait pas comment il a acquis les connaissances ou la réputation qui lui ont permis de le faire, mais il semble avoir eu un succès modéré.
À partir de 1791, il publie en quatre volumes The Cabinet Maker's and Upholsterer's Drawing Book. Au moins six cents ébénistes et menuisiers souscrivirent à son livre et celui-ci eut immédiatement une grande influence sur une grande partie du pays. Pendant cette période, il n'a pas d'atelier propre et on pense que Sheraton lui-même n'a jamais fabriqué aucune des pièces présentées dans ses livres. Aucun meuble ne lui a jamais été directement attribué. Ainsi, un meuble décrit comme étant « par Sheraton » fait référence au design et non au fabricant de la pièce.
En 1803, il publie The Cabinet Dictionary, un recueil d'instructions sur les techniques d'ébénisterie et de fabrication de chaises. Puis un an avant sa mort, en 1805, il publie le premier volume de The Cabinet Maker, Upholsterer and General Artist's Encyclopaedia.
Le nom de Sheraton est associé aux styles de meubles à la mode dans les années 1790 et au début du XIXe siècle. De nombreuses conceptions sont basées sur l'architecture classique, dont la connaissance était une partie essentielle de la formation technique d'un designer. Tous les dessins ne sont pas de sa propre conception ; il a reconnu que certains d'entre eux provenaient de travaux en cours dans les ateliers des ébénistes en exercice ; mais il était un superbe dessinateur et il imposa son nom au style de l'époque.

## Œuvres
- (en) The Cabinet Maker's and Upholsterer's Drawing Book, 1791
- (en) The Cabinet Dictionary, 1803
- (en) The Cabinet Maker, Upholsterer and General Artist's Encyclopaedia, 1805

## Galerie

Illustrations Style Sheraton
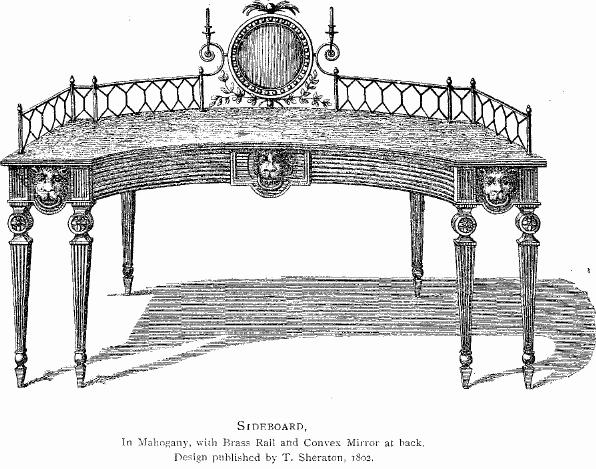
Buffet
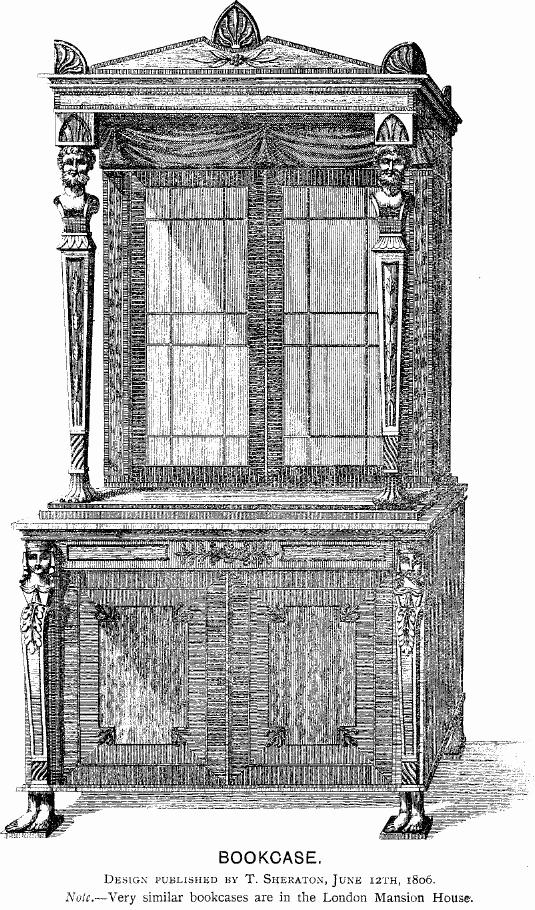
Bibliothèque
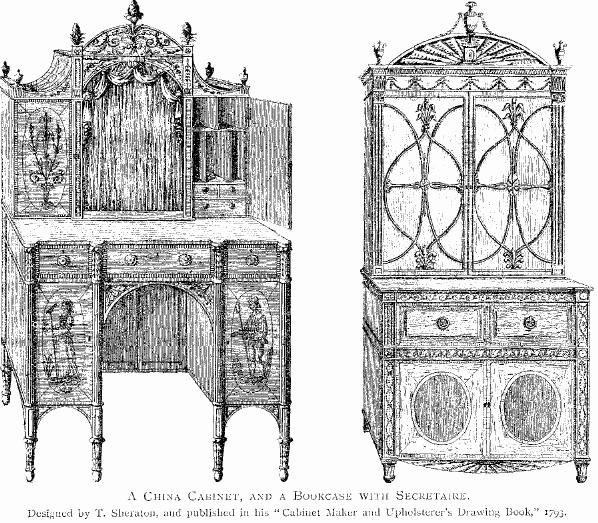
Cabinet et bibliothèque
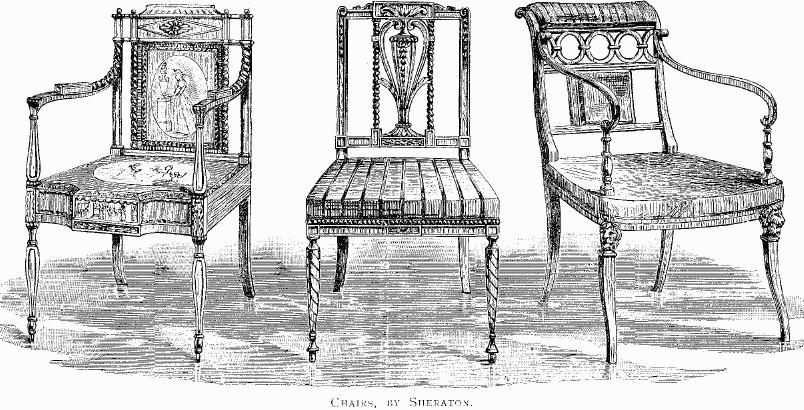
Chaises

Meubles Style Sheraton
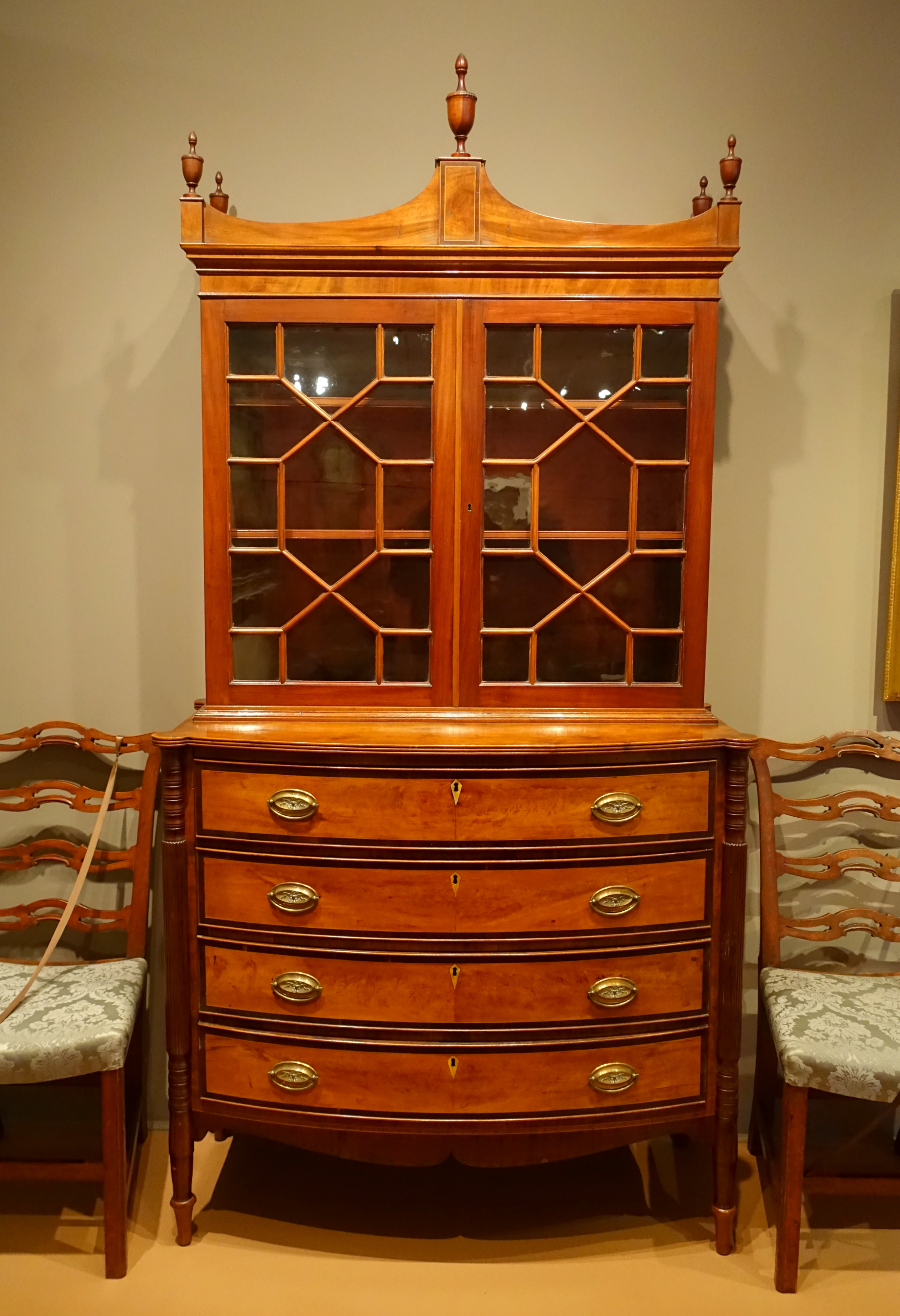
Secrétaire
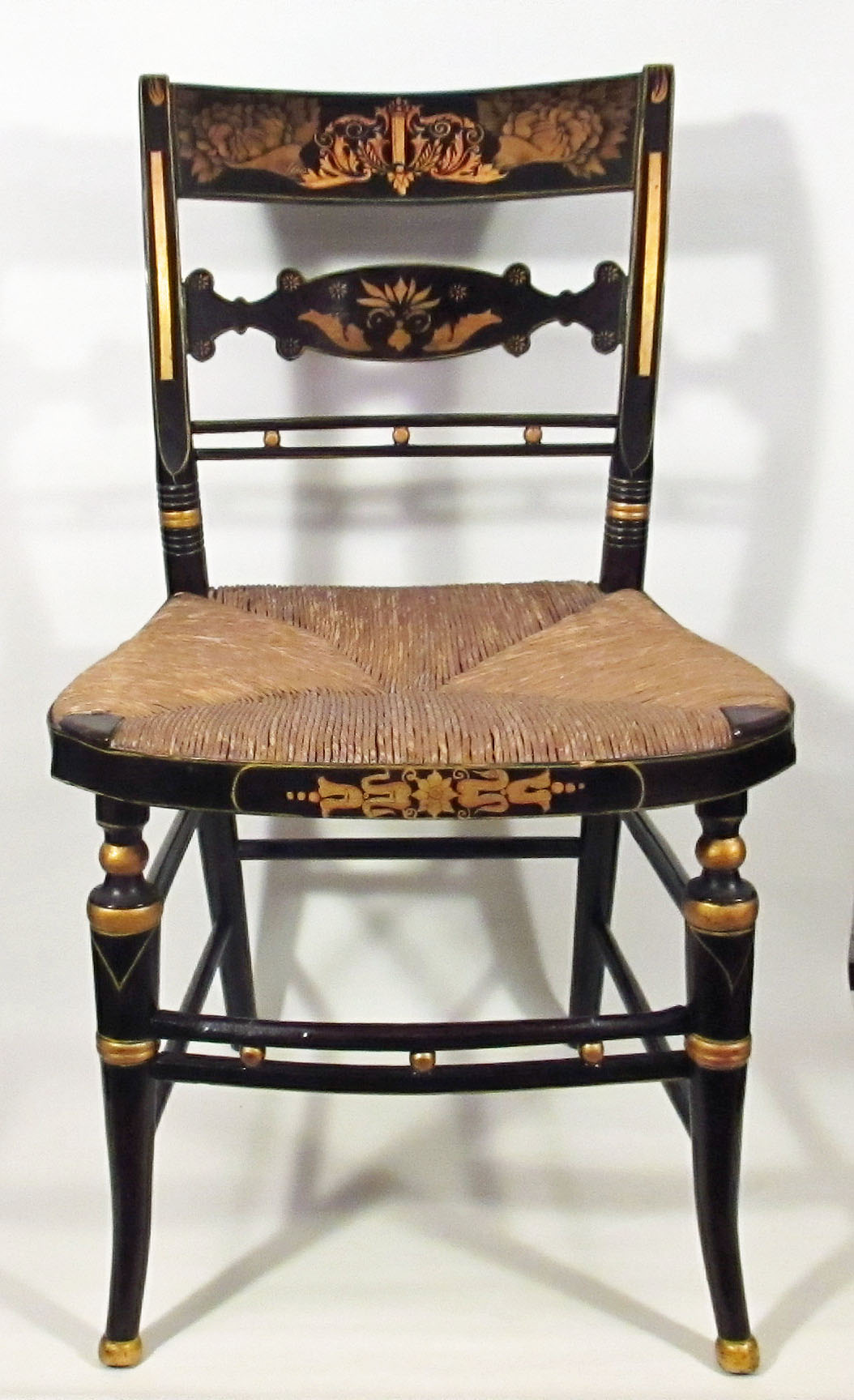
Chaise
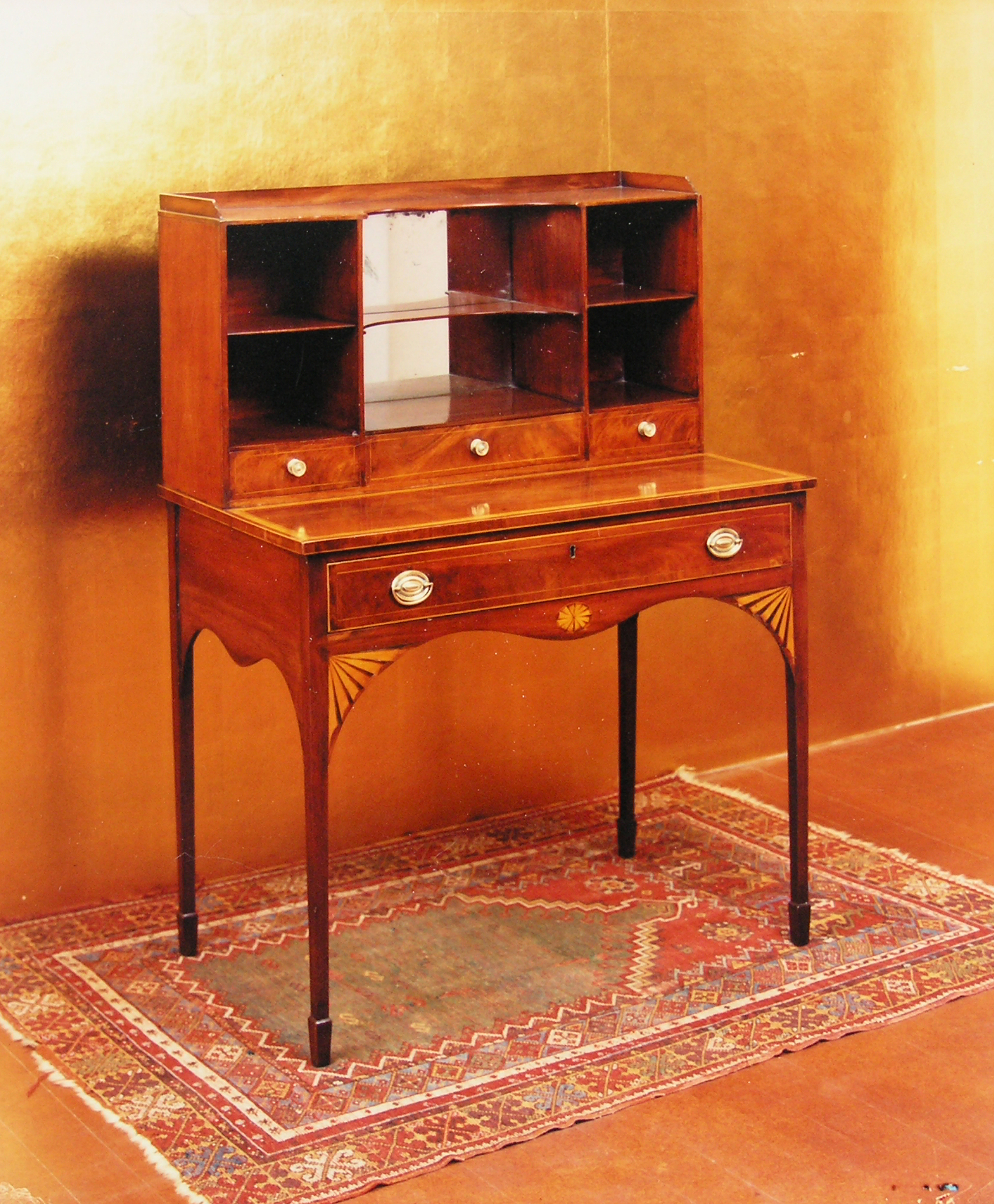
Cabinet
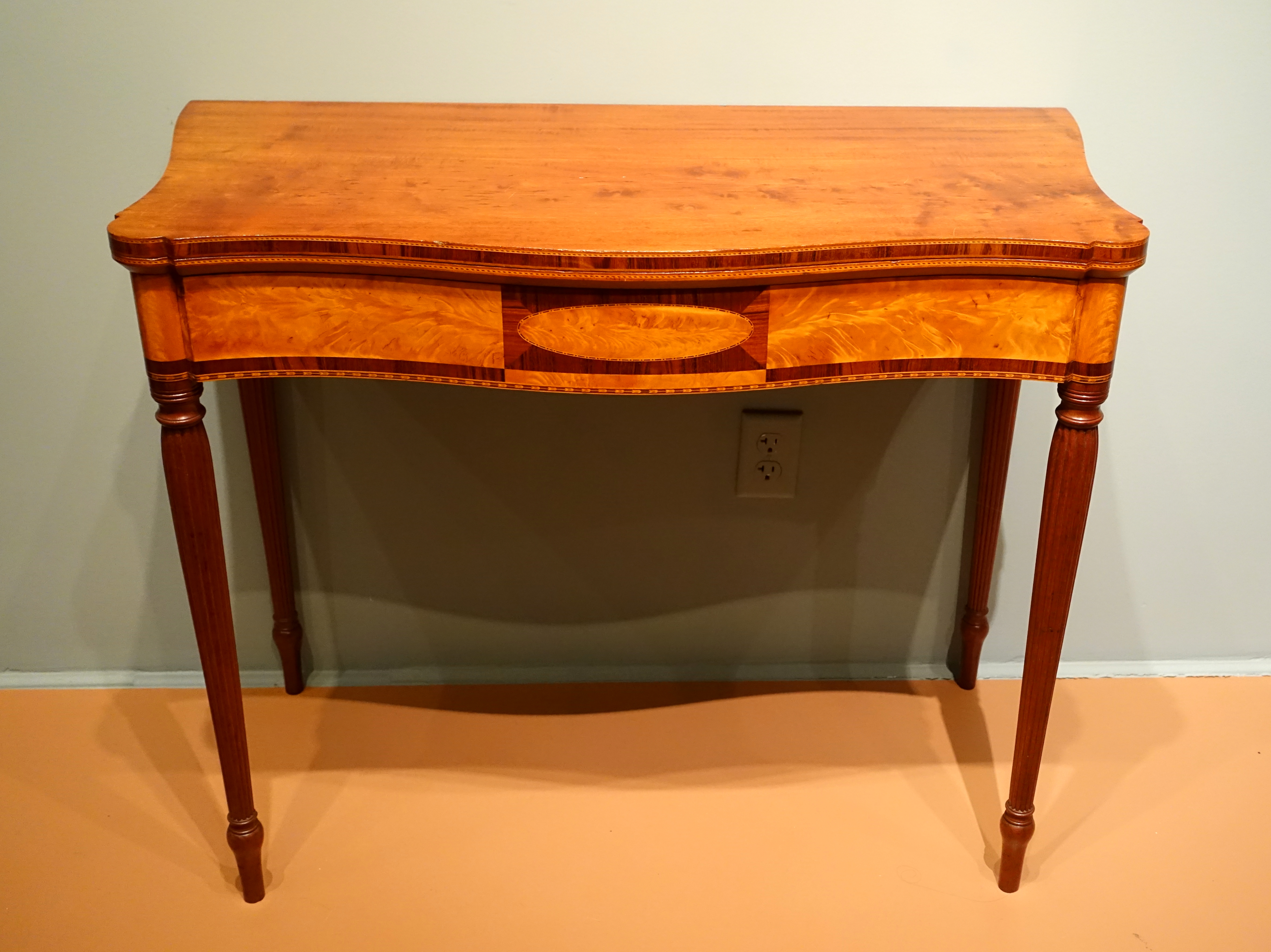
Table